# 圣阿尔邦莱索
圣阿尔邦莱索（法語：Saint-Alban-les-Eaux，法語發音：[sɛ̃t‿albɑ̃ lez‿o]）是法国卢瓦尔省的一个市镇，位于该省西部偏北，属于罗阿讷区。

## 地理
圣阿尔邦莱（46°0'32"N, 3°56'8"E）面积7.75 平方千米，位于法国奥弗涅-罗讷-阿尔卑斯大区卢瓦尔省，该省份为法国中南部省份，北起顺时针与索恩-卢瓦尔省、罗讷省、伊泽尔省、阿尔代什省、上盧瓦爾省、多姆山省和阿列省接壤。
与圣阿尔邦莱接壤的市镇（或旧市镇、城区）包括：圣安德烈达普雄、维勒蒙泰、阿尔孔、朗蒂尼、乌什。
圣阿尔邦莱的时区为UTC+01:00、UTC+02:00（夏令时）。

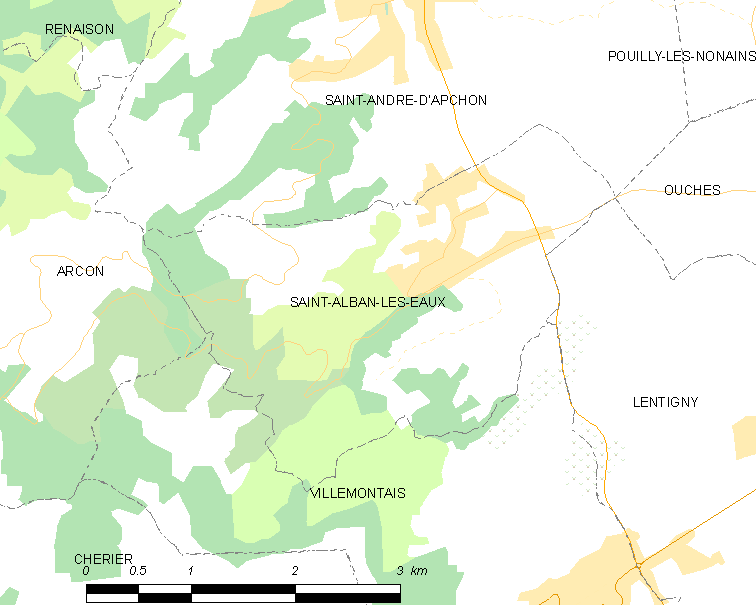
圣阿尔邦莱的OSM定位图

## 行政
圣阿尔邦莱的邮政编码为42370，INSEE市镇编码为42198。

## 政治
圣阿尔邦莱所属的省级选区为勒奈松县。

## 人口

1962-2008年间圣阿尔邦莱人口变化图示

圣阿尔邦莱于2022年1月1日时的人口数量为909人。